# Ферв'ю (округ Банком, Північна Кароліна)
Ферв'ю (англ. Fairview) — переписна місцевість (CDP) в США, в окрузі Банком штату Північна Кароліна. Населення — 2771 особа (2020).

## Географія
Ферв'ю розташований за координатами 35°31′21″ пн. ш. 82°24′5″ зх. д. / 35.52250° пн. ш. 82.40139° зх. д. (35.522516, -82.401299).  За даними Бюро перепису населення США в 2010 році переписна місцевість мала площу 16,11 км², уся площа — суходіл.

## Демографія
Згідно з переписом 2010 року, у переписній місцевості мешкало 2678 осіб у 1072 домогосподарствах у складі 773 родин. Густота населення становила 166 осіб/км².  Було 1182 помешкання (73/км²).
Расовий склад населення:
| - 94,5 % — білих - 1,2 % — чорних або афроамериканців - 0,4 % — азіатів - 0,3 % — корінних американців - 1,2 % — осіб інших рас |

До двох чи більше рас належало 2,3 %. Частка іспаномовних становила 2,7 % від усіх жителів.
За віковим діапазоном населення розподілялося таким чином: 22,5 % — особи молодші 18 років, 62,9 % — особи у віці 18—64 років, 14,6 % — особи у віці 65 років та старші. Медіана віку мешканця становила 43,2 року. На 100 осіб жіночої статі у переписній місцевості припадало 93,1 чоловіків;  на 100 жінок у віці від 18 років та старших — 88,5 чоловіків також старших 18 років.
Середній дохід на одне домашнє господарство  становив 60 796 доларів США (медіана — 53 199), а середній дохід на одну сім'ю — 75 039 доларів (медіана — 72 993). За межею бідності перебувало 5,4 % осіб, у тому числі 0,0 % дітей у віці до 18 років та 0,0 % осіб у віці 65 років та старших.
Цивільне працевлаштоване населення становило 1461 особа. Основні галузі зайнятості: освіта, охорона здоров'я та соціальна допомога — 26,7 %, мистецтво, розваги та відпочинок — 17,1 %, роздрібна торгівля — 16,3 %.